# Claudia Levy (Sängerin)
Claudia Levy (* 23. Januar 1963 in Buenos Aires) ist eine argentinische Tangosängerin und –komponistin.

## Leben und Wirken
Levy studierte klassisches Klavier am Conservatorio Alberto Williams. Sie studierte außerdem Tanz und Schauspiel und absolvierte eine Ausbildung als Clown. An der  Escuela de Música Popular de Avellaneda entschied sie sich für eine Laufbahn als Tangosängerin. In ihrem ersten Duo Tangachas mit Clori Gatti fungierte sie als Pianistin und Arrangeurin. Ihr zweites Duo gründete sie mit der Sängerin Dolores Solá, mit der sie u. a. eine Tournee durch Europa unternahm. Mit ihrem dritten Duo namens Muñecas Bravas mit Laura Casarino nahm sie die CD La joven guardia del Tango beim Label Melopa auf und drehte zwei Videoclips für den Kanal Sólo Tango.
Später arbeitete sie als Solistin und vor allem Komponistin. Sie nahm dreimal an den internationalen Tangofestivals in Buenos Aires teil. Auf ihrer ersten CD Mentime más nahm sie neben einigen eigenen Kompositionen Klassiker des Tangos auf. Auf ihrer zweiten CD mit eigenen Kompositionen wurde sie von den Los Cosos de al Lao und dem Trio von Cardenal Domínguez  begleitet. 2019 erschien das Album Marea verde u. a. mit Juan Pablo Navarro, Dorita Chávez, Cecilia Gauna und Franco Luciani.